# Marcel De Mulder
Marcel De Mulder (Nokere, 29 marzo 1928 – Deinze, 18 maggio 2011) è stato un ciclista su strada belga.

## Carriera
Ottenne piazzamenti di primo piano nelle classiche del nord: fu quinto alla Freccia Vallone del 1949 e quarto l'anno successivo e terzo nell À travers la Belgique nel 1953; tuttavia collezionò i migliori risultati nel 1954 quando seppe piazzarsi quinto al Giro delle Fiandre ed alla Liegi-Bastogne-Liegi e settimo alla Parigi-Roubaix
Nel 1952 concluse al terzo posto i Campionati belgi di ciclismo su strada dietro Jozef Schils e Robert Vanderstockt.
Seppe riportare risultati rilevanti, anche nelle brevi corse a tappe: secondo al Giro del Belgio nel 1951 e 1952, secondo al Deutschland Tour 1952, terzo al Critérium du Dauphiné Libéré 1953.
Anche suo fratello minore Frans De Mulder fu un ciclista professionista, vincitore della Vuelta a España nel 1960.

## Palmarès
- 1947 (Dilettanti, due vittorie)

3ª tappa Ster der Amateurs (Lier > Deerlijk)
Classifica generale Ster der Amateurs
- 1948 (Indipendenti, quattro vittorie)

Mouscron-Pamel indipendentei
Liège-Charleroi-Liège indipendenti
3ª tappa Giro del Belgio indipendenti (Leopoldsburg > Verviers)
Classifica generale Giro del Belgio indipendenti
- 1950 (Groene Leeuw/Alcyon, una vittoria)

4ª tappa Giro del Belgio (Bertirx > Mons)
- 1951 (Groene Leeuw/Alcyon/Giardenco/La Française, una vittoria)

5ª tappa Critérium du Dauphiné Libére (Essen > Colonia)
- 1952 (Groene Leeuw/Alcyon/Bismarck/Allegro, una vittoria)

2ª tappa Deutschland Tour

### Altri successi
- 1955

Zingem (criterium)

## Piazzamenti

### Grandi giri
- Tour de France

1949: 21º
1950: 16º
1951: 13º
1954: 21º

### Classiche
- Milano-Sanremo

1957: 74º
- Giro delle Fiandre

1949: 29º
1950: 14º
1952: 16º
1954: 5º
1957: 21º
- Parigi-Roubaix

1950: 20º
1954: 7º
- Liegi-Bastogne-Liegi

1949: 17º
1950: 29º
1951: 41º
1952: 53º
1953: 11º
1954: 5º
1956: 12º
1959: 27º